# Список астероїдів (35101—35200)
| Назва                     | Тимчасове позначення | Дата відкриття    | Місце відкриття             | Відкривач                        |
| ------------------------- | -------------------- | ----------------- | --------------------------- | -------------------------------- |
| (35101) 1991 PL16         | 1991 PL16            | 7 серпня 1991     | Паломарська обсерваторія    | Генрі Гольт                      |
| (35102) 1991 RT           | 1991 RT              | 4 вересня 1991    | Паломарська обсерваторія    | Е. Гелін                         |
| (35103) 1991 RZ14         | 1991 RZ14            | 15 вересня 1991   | Паломарська обсерваторія    | Генрі Гольт                      |
| (35104) 1991 RP17         | 1991 RP17            | 11 вересня 1991   | Паломарська обсерваторія    | Генрі Гольт                      |
| (35105) 1991 RP23         | 1991 RP23            | 15 вересня 1991   | Паломарська обсерваторія    | Генрі Гольт                      |
| (35106) 1991 TE11         | 1991 TE11            | 11 жовтня 1991    | Обсерваторія Кітт-Пік       | Spacewatch                       |
| (35107) 1991 VH           | 1991 VH              | 9 листопада 1991  | Обсерваторія Сайдинг-Спрінг | Роберт Макнот                    |
| (35108) 1991 VZ7          | 1991 VZ7             | 3 листопада 1991  | Обсерваторія Кітт-Пік       | Spacewatch                       |
| (35109) 1991 XM           | 1991 XM              | 4 грудня 1991     | Обсерваторія Кушіро         | Сейджі Уеда, Хіроші Канеда       |
| (35110) 1992 BJ2          | 1992 BJ2             | 30 січня 1992     | Обсерваторія Ла-Сілья       | Ерік Вальтер Ельст               |
| (35111) 1992 BH4          | 1992 BH4             | 29 січня 1992     | Обсерваторія Кітт-Пік       | Spacewatch                       |
| (35112) 1992 BT5          | 1992 BT5             | 30 січня 1992     | Обсерваторія Ла-Сілья       | Ерік Вальтер Ельст               |
| (35113) 1992 CR2          | 1992 CR2             | 2 лютого 1992     | Обсерваторія Ла-Сілья       | Ерік Вальтер Ельст               |
| (35114) 1992 DC7          | 1992 DC7             | 29 лютого 1992    | Обсерваторія Ла-Сілья       | UESAC                            |
| (35115) 1992 DN8          | 1992 DN8             | 29 лютого 1992    | Обсерваторія Ла-Сілья       | UESAC                            |
| (35116) 1992 DV8          | 1992 DV8             | 29 лютого 1992    | Обсерваторія Ла-Сілья       | UESAC                            |
| (35117) 1992 DN9          | 1992 DN9             | 29 лютого 1992    | Обсерваторія Ла-Сілья       | UESAC                            |
| (35118) 1992 EV5          | 1992 EV5             | 2 березня 1992    | Обсерваторія Ла-Сілья       | UESAC                            |
| (35119) 1992 EY6          | 1992 EY6             | 1 березня 1992    | Обсерваторія Ла-Сілья       | UESAC                            |
| (35120) 1992 EN7          | 1992 EN7             | 1 березня 1992    | Обсерваторія Ла-Сілья       | UESAC                            |
| (35121) 1992 EP8          | 1992 EP8             | 2 березня 1992    | Обсерваторія Ла-Сілья       | UESAC                            |
| (35122) 1992 ET15         | 1992 ET15            | 1 березня 1992    | Обсерваторія Ла-Сілья       | UESAC                            |
| (35123) 1992 EB17         | 1992 EB17            | 1 березня 1992    | Обсерваторія Ла-Сілья       | UESAC                            |
| (35124) 1992 EU21         | 1992 EU21            | 1 березня 1992    | Обсерваторія Ла-Сілья       | UESAC                            |
| (35125) 1992 ED22         | 1992 ED22            | 1 березня 1992    | Обсерваторія Ла-Сілья       | UESAC                            |
| (35126) 1992 EM25         | 1992 EM25            | 6 березня 1992    | Обсерваторія Ла-Сілья       | UESAC                            |
| (35127) 1992 EQ26         | 1992 EQ26            | 2 березня 1992    | Обсерваторія Ла-Сілья       | UESAC                            |
| (35128) 1992 EG27         | 1992 EG27            | 2 березня 1992    | Обсерваторія Ла-Сілья       | UESAC                            |
| (35129) 1992 EZ29         | 1992 EZ29            | 3 березня 1992    | Обсерваторія Ла-Сілья       | UESAC                            |
| (35130) 1992 LQ           | 1992 LQ              | 3 червня 1992     | Паломарська обсерваторія    | Ґреґорі Леонард                  |
| (35131) 1992 PE2          | 1992 PE2             | 2 серпня 1992     | Паломарська обсерваторія    | Генрі Гольт                      |
| (35132) 1992 PY3          | 1992 PY3             | 2 серпня 1992     | Паломарська обсерваторія    | Генрі Гольт                      |
| (35133) 1992 QX           | 1992 QX              | 29 серпня 1992    | Паломарська обсерваторія    | Е. Гелін                         |
| (35134) 1992 RE           | 1992 RE              | 4 вересня 1992    | Обсерваторія Сайдинг-Спрінг | Роберт Макнот                    |
| (35135) 1992 RO1          | 1992 RO1             | 1 вересня 1992    | Паломарська обсерваторія    | Е. Гелін                         |
| (35136) 1992 RU1          | 1992 RU1             | 2 вересня 1992    | Обсерваторія Ла-Сілья       | Ерік Вальтер Ельст               |
| (35137) 1992 RT4          | 1992 RT4             | 2 вересня 1992    | Обсерваторія Ла-Сілья       | Ерік Вальтер Ельст               |
| (35138) 1992 RV5          | 1992 RV5             | 2 вересня 1992    | Обсерваторія Ла-Сілья       | Ерік Вальтер Ельст               |
| (35139) 1992 RP7          | 1992 RP7             | 2 вересня 1992    | Обсерваторія Ла-Сілья       | Ерік Вальтер Ельст               |
| (35140) 1992 RQ7          | 1992 RQ7             | 2 вересня 1992    | Обсерваторія Ла-Сілья       | Ерік Вальтер Ельст               |
| (35141) 1992 SH1          | 1992 SH1             | 23 вересня 1992   | Обсерваторія Кітамі         | Кін Ендате, Кадзуро Ватанабе     |
| (35142) 1992 ST7          | 1992 ST7             | 26 вересня 1992   | Обсерваторія Кітт-Пік       | Spacewatch                       |
| (35143) 1992 UF1          | 1992 UF1             | 19 жовтня 1992    | Обсерваторія Кітамі         | Масаюкі Янаї, Кадзуро Ватанабе   |
| (35144) 1992 YE1          | 1992 YE1             | 18 грудня 1992    | Коссоль                     | Ерік Вальтер Ельст               |
| (35145) 1993 AM           | 1993 AM              | 13 січня 1993     | Обсерваторія Кушіро         | Сейджі Уеда, Хіроші Канеда       |
| (35146) 1993 FC9          | 1993 FC9             | 17 березня 1993   | Обсерваторія Ла-Сілья       | UESAC                            |
| (35147) 1993 FD9          | 1993 FD9             | 17 березня 1993   | Обсерваторія Ла-Сілья       | UESAC                            |
| (35148) 1993 FX15         | 1993 FX15            | 17 березня 1993   | Обсерваторія Ла-Сілья       | UESAC                            |
| (35149) 1993 FG33         | 1993 FG33            | 19 березня 1993   | Обсерваторія Ла-Сілья       | UESAC                            |
| (35150) 1993 FR41         | 1993 FR41            | 19 березня 1993   | Обсерваторія Ла-Сілья       | UESAC                            |
| (35151) 1993 FQ50         | 1993 FQ50            | 19 березня 1993   | Обсерваторія Ла-Сілья       | UESAC                            |
| (35152) 1993 FG51         | 1993 FG51            | 19 березня 1993   | Обсерваторія Ла-Сілья       | UESAC                            |
| (35153) 1993 FU52         | 1993 FU52            | 17 березня 1993   | Обсерваторія Ла-Сілья       | UESAC                            |
| (35154) 1993 FF53         | 1993 FF53            | 17 березня 1993   | Обсерваторія Ла-Сілья       | UESAC                            |
| (35155) 1993 FU58         | 1993 FU58            | 19 березня 1993   | Обсерваторія Ла-Сілья       | UESAC                            |
| (35156) 1993 FH59         | 1993 FH59            | 19 березня 1993   | Обсерваторія Ла-Сілья       | UESAC                            |
| (35157) 1993 FQ73         | 1993 FQ73            | 21 березня 1993   | Обсерваторія Ла-Сілья       | UESAC                            |
| (35158) 1993 FL82         | 1993 FL82            | 19 березня 1993   | Обсерваторія Ла-Сілья       | UESAC                            |
| (35159) 1993 LH1          | 1993 LH1             | 13 червня 1993    | Обсерваторія Сайдинг-Спрінг | Роберт Макнот                    |
| (35160) 1993 NY           | 1993 NY              | 12 липня 1993     | Обсерваторія Ла-Сілья       | Ерік Вальтер Ельст               |
| (35161) 1993 OW           | 1993 OW              | 16 липня 1993     | Паломарська обсерваторія    | Е. Гелін                         |
| (35162) 1993 OE2          | 1993 OE2             | 20 липня 1993     | Коссоль                     | Ерік Вальтер Ельст               |
| (35163) 1993 OD5          | 1993 OD5             | 20 липня 1993     | Обсерваторія Ла-Сілья       | Ерік Вальтер Ельст               |
| (35164) 1993 PZ8          | 1993 PZ8             | 14 серпня 1993    | Коссоль                     | Ерік Вальтер Ельст               |
| 35165 Квебек (Quebec)     | 1993 QF1             | 16 серпня 1993    | Коссоль                     | Ерік Вальтер Ельст               |
| (35166) 1993 QD8          | 1993 QD8             | 20 серпня 1993    | Обсерваторія Ла-Сілья       | Ерік Вальтер Ельст               |
| (35167) 1993 RX13         | 1993 RX13            | 14 вересня 1993   | Обсерваторія Ла-Сілья       | Анрі Дебеонь, Ерік Вальтер Ельст |
| (35168) 1993 RS14         | 1993 RS14            | 15 вересня 1993   | Обсерваторія Ла-Сілья       | Ерік Вальтер Ельст               |
| (35169) 1993 SP2          | 1993 SP2             | 19 вересня 1993   | Обсерваторія Кітамі         | Кін Ендате, Кадзуро Ватанабе     |
| (35170) 1993 TM           | 1993 TM              | 8 жовтня 1993     | Обсерваторія Кітамі         | Кін Ендате, Кадзуро Ватанабе     |
| (35171) 1993 TF1          | 1993 TF1             | 15 жовтня 1993    | Обсерваторія Кітамі         | Кін Ендате, Кадзуро Ватанабе     |
| (35172) 1993 TA3          | 1993 TA3             | 11 жовтня 1993    | Обсерваторія Кітамі         | Кін Ендате, Кадзуро Ватанабе     |
| (35173) 1993 TP9          | 1993 TP9             | 12 жовтня 1993    | Обсерваторія Кітт-Пік       | Spacewatch                       |
| (35174) 1993 TV13         | 1993 TV13            | 9 жовтня 1993     | Обсерваторія Ла-Сілья       | Ерік Вальтер Ельст               |
| (35175) 1993 TJ21         | 1993 TJ21            | 10 жовтня 1993    | Паломарська обсерваторія    | Генрі Гольт                      |
| (35176) 1993 TK21         | 1993 TK21            | 10 жовтня 1993    | Паломарська обсерваторія    | Генрі Гольт                      |
| (35177) 1993 TP22         | 1993 TP22            | 9 жовтня 1993     | Обсерваторія Ла-Сілья       | Ерік Вальтер Ельст               |
| (35178) 1993 TQ27         | 1993 TQ27            | 9 жовтня 1993     | Обсерваторія Ла-Сілья       | Ерік Вальтер Ельст               |
| (35179) 1993 TK28         | 1993 TK28            | 9 жовтня 1993     | Обсерваторія Ла-Сілья       | Ерік Вальтер Ельст               |
| (35180) 1993 TC38         | 1993 TC38            | 9 жовтня 1993     | Обсерваторія Ла-Сілья       | Ерік Вальтер Ельст               |
| (35181) 1993 TO38         | 1993 TO38            | 9 жовтня 1993     | Обсерваторія Ла-Сілья       | Ерік Вальтер Ельст               |
| (35182) 1993 US1          | 1993 US1             | 20 жовтня 1993    | Обсерваторія Кітт-Пік       | Spacewatch                       |
| (35183) 1993 UY2          | 1993 UY2             | 20 жовтня 1993    | Обсерваторія Сайдинг-Спрінг | Роберт Макнот                    |
| (35184) 1993 UW3          | 1993 UW3             | 20 жовтня 1993    | Обсерваторія Ла-Сілья       | Ерік Вальтер Ельст               |
| (35185) 1993 VS           | 1993 VS              | 14 листопада 1993 | Обсерваторія Оїдзумі        | Такао Кобаяші                    |
| (35186) 1993 VV1          | 1993 VV1             | 11 листопада 1993 | Обсерваторія Кушіро         | Сейджі Уеда, Хіроші Канеда       |
| (35187) 1993 VW1          | 1993 VW1             | 11 листопада 1993 | Обсерваторія Кушіро         | Сейджі Уеда, Хіроші Канеда       |
| (35188) 1993 VP3          | 1993 VP3             | 11 листопада 1993 | Обсерваторія Кушіро         | Сейджі Уеда, Хіроші Канеда       |
| (35189) 1994 AE           | 1994 AE              | 2 січня 1994      | Обсерваторія Оїдзумі        | Такао Кобаяші                    |
| (35190) 1994 AW           | 1994 AW              | 4 січня 1994      | Обсерваторія Оїдзумі        | Такао Кобаяші                    |
| (35191) 1994 CE3          | 1994 CE3             | 10 лютого 1994    | Обсерваторія Кітт-Пік       | Spacewatch                       |
| (35192) 1994 CG6          | 1994 CG6             | 12 лютого 1994    | Обсерваторія Кітт-Пік       | Spacewatch                       |
| (35193) 1994 CG14         | 1994 CG14            | 8 лютого 1994     | Обсерваторія Ла-Сілья       | Ерік Вальтер Ельст               |
| (35194) 1994 ET3          | 1994 ET3             | 10 березня 1994   | Паломарська обсерваторія    | Е. Гелін                         |
| (35195) 1994 JD4          | 1994 JD4             | 3 травня 1994     | Обсерваторія Кітт-Пік       | Spacewatch                       |
| (35196) 1994 JC8          | 1994 JC8             | 11 травня 1994    | Обсерваторія Кітт-Пік       | Spacewatch                       |
| 35197 Лонгмайр (Longmire) | 1994 LH              | 7 червня 1994     | Фарра-д'Ізонцо              | Фарра-д'Ізонцо                   |
| (35198) 1994 PM1          | 1994 PM1             | 9 серпня 1994     | Обсерваторія Сайдинг-Спрінг | Роберт Макнот                    |
| (35199) 1994 PE3          | 1994 PE3             | 10 серпня 1994    | Обсерваторія Ла-Сілья       | Ерік Вальтер Ельст               |
| (35200) 1994 PX4          | 1994 PX4             | 10 серпня 1994    | Обсерваторія Ла-Сілья       | Ерік Вальтер Ельст               |

| ← Астероїди 30001—40000 → |             |             |             |             |             |             |             |             |             |
| 30001—30100               | 31001—31100 | 32001—32100 | 33001—33100 | 34001—34100 | 35001—35100 | 36001—36100 | 37001—37100 | 38001—38100 | 39001—39100 |
| 30101—30200               | 31101—31200 | 32101—32200 | 33101—33200 | 34101—34200 | 35101—35200 | 36101—36200 | 37101—37200 | 38101—38200 | 39101—39200 |
| 30201—30300               | 31201—31300 | 32201—32300 | 33201—33300 | 34201—34300 | 35201—35300 | 36201—36300 | 37201—37300 | 38201—38300 | 39201—39300 |
| 30301—30400               | 31301—31400 | 32301—32400 | 33301—33400 | 34301—34400 | 35301—35400 | 36301—36400 | 37301—37400 | 38301—38400 | 39301—39400 |
| 30401—30500               | 31401—31500 | 32401—32500 | 33401—33500 | 34401—34500 | 35401—35500 | 36401—36500 | 37401—37500 | 38401—38500 | 39401—39500 |
| 30501—30600               | 31501—31600 | 32501—32600 | 33501—33600 | 34501—34600 | 35501—35600 | 36501—36600 | 37501—37600 | 38501—38600 | 39501—39600 |
| 30601—30700               | 31601—31700 | 32601—32700 | 33601—33700 | 34601—34700 | 35601—35700 | 36601—36700 | 37601—37700 | 38601—38700 | 39601—39700 |
| 30701—30800               | 31701—31800 | 32701—32800 | 33701—33800 | 34701—34800 | 35701—35800 | 36701—36800 | 37701—37800 | 38701—38800 | 39701—39800 |
| 30801—30900               | 31801—31900 | 32801—32900 | 33801—33900 | 34801—34900 | 35801—35900 | 36801—36900 | 37801—37900 | 38801—38900 | 39801—39900 |
| 30901—31000               | 31901—32000 | 32901—33000 | 33901—34000 | 34901—35000 | 35901—36000 | 36901—37000 | 37901—38000 | 38901—39000 | 39901—40000 |